# Areolenschildpad
De areolenschildpad (Homopus areolatus) is een schildpad uit de familie landschildpadden (Testudinidae).
De soort werd voor het eerst wetenschappelijk beschreven door Carl Peter Thunberg in 1787. Oorspronkelijk werd de wetenschappelijke naam Testudo areolata gebruikt. De soortaanduiding areolatus is afgeleid van de op een aureool gelijkende patronen van de hoornplaten. Deze soort wordt ook wel areolenlandschildpad, gewone padloper of papegaaibekschildpad genoemd.

## Uiterlijke kenmerken
De carapaxlengte varieert van ongeveer 10 tot 12 centimeter, mannetjes blijven kleiner. De schildpad heeft een vreemd uiterlijk; de hoornplaten aan de rand van het schild zijn klein, bruin en dun, maar de hoornplaten in het midden zijn groot en vierkant, en iedere hoornplaat heeft in het midden een vierkante 'kuil'. De hoornplaten zelf zijn groen, de kuil in het midden bruin en de randen van de hoornplaten zijn zwart. Hierdoor ontstaat een patroon en kleurenschakeling die het dier met enige fantasie doet denken aan een wandelende handgranaat. De bek doet sterk denken aan die van een papegaai; een snavelachtige en kromme bek met bovenop een knobbel die meestal bruin tot rood is. De kop en poten zijn meestal groengrijs, de buikzijde is geel tot oranje.

## Algemeen
De areolenlandschildpad is endemisch in Zuid-Afrika, en leeft in drogere gebieden als steppen en savannen. Het is een van de weinige reptielensoorten die nog algemeen voorkomt in de natuur. Vaak wordt deze soort aangetroffen in bergstreken met weinig water want dit dier kan goed tegen droogte. Het voedsel bestaat uit wortels van planten en grassen, ook wel insecten.